# Saint-Maixent-de-Beugné

Saint-Maixent-de-Beugné este o comună în departamentul Deux-Sèvres, Franța. În 2009 avea o populație de 347 de locuitori.